# 310螺旋

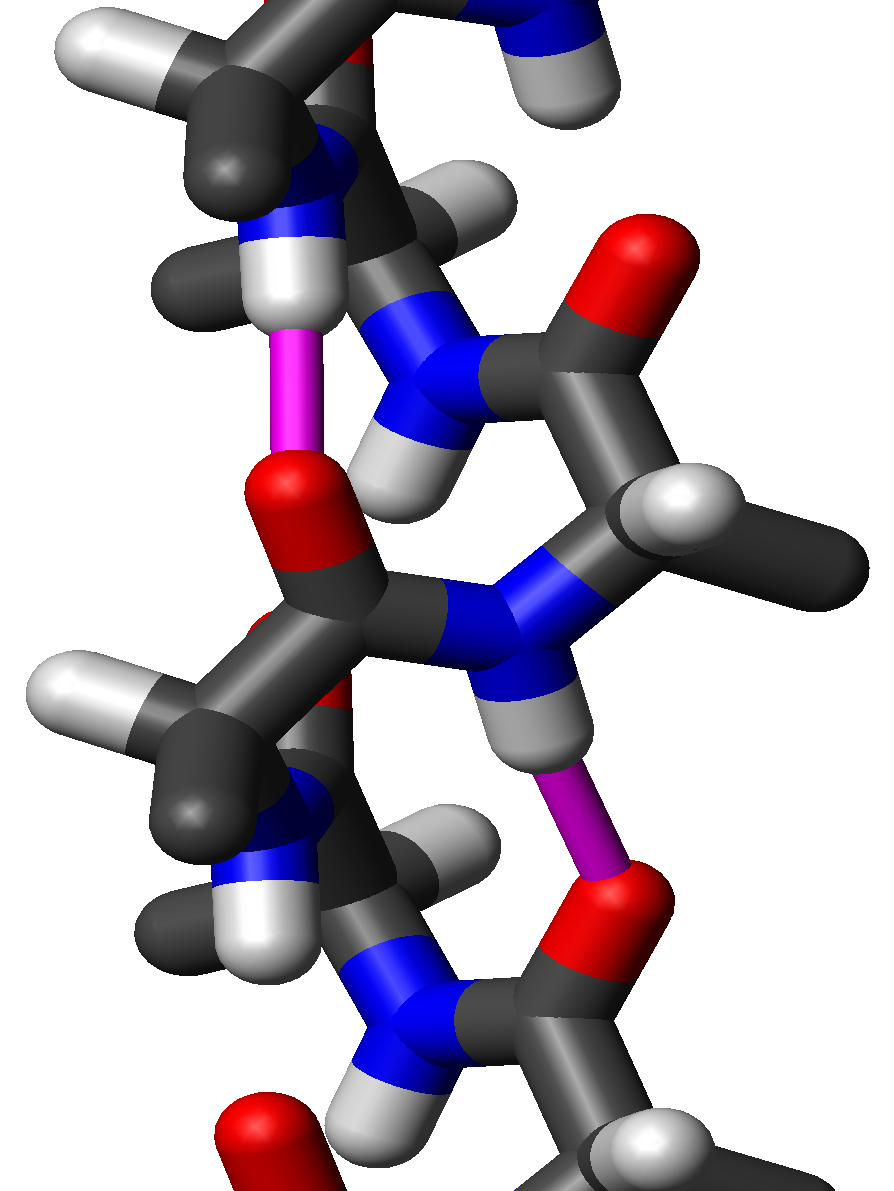
丙氨酸残基组成的3_{10}螺旋的微观结构侧视图：紫色为残基之间形成的氢键，其氢氧原子之间的距离为1.83 Å（183 pm）。The protein chain runs upwards, i.e., its N-terminus is at the bottom and its C-terminus at the top of the figure. Note that the sidechains point slightly downwards, i.e., towards the N-terminus.

310螺旋是一类蛋白质和多肽中较少见的二级结构。